# Mathieu Turgeon
Mathieu Turgeon (Pointe-Claire, 2 agosto 1979) è un ginnasta canadese vincitore della medaglia di bronzo nella prima gara ufficiale di trampolino elastico ai Giochi olimpici di Sydney 2000.

## Biografia
Iniziatosi ad allenare nel 1990, la sua prima vittoria a livello internazionale avvenne nel 1996 in una competizione juniores. Partecipò a due edizioni dei Giochi olimpici vincendo il bronzo a Sydney 2000 e non raggiungendo la fase finale ad Atene 2004. Si ritirò dalle competizioni agonistiche nel 2007 per dedicarsi alla chiropratica, nello stesso anno sposò la collega Karen Cockburn.

## Palmarès
| Anno | Manifestazione  | Sede   | Evento     | Risultato | Prestazione | Note |
| ---- | --------------- | ------ | ---------- | --------- | ----------- | ---- |
| 2000 | Giochi olimpici | Sydney | Trampolino | Bronzo    | 39.10       |      |
| 2004 | Giochi olimpici | Atene  | Trampolino | 11º (q)   | 63.40       |      |